# Митрополит загребачко-љубљански Јован
Јован (световно Јоцо Павловић; Мединци, код Подравске Слатине, 22. октобар 1936 — Загреб, 3. април 2014) био је митрополит загребачко-љубљански од 1982. до 2014. Бивши је викарни епископ лепавински (1977—1982).

## Биографија
Митрополит Јован, син Саве и Јулке Павловић, родио се 22. октобра 1936. године у селу Мединци код Подравске Слатине, Краљевина Југославија. Основну школу завршио је у свом родном месту Мединцима, а нижу гимназију у Подравској Слатини. После тога уписао се у Богословију Светог Саве у манастиру Раковици и у њој стекао средњошколско образовање, у времену од 1951. до 1956. године.
На Богословском факултету Српске православне цркве у Београду дипломирао је 1963. године. Исте године одлази на постдипломске студије у Немачку, где је на Евангелистичкој академији у Шлезвигу и Теолошком факултету у Килу проучавао евангелистичку теологију, а на Лудвиг-Максимилијан универзитету студирао римокатоличку теологију и византологију код чувеног професора Бека.
Поред тога боравио је у Белгији у бенедиктинском самостану Шефтон, у Немачкој такође у бенедиктинском самостану „Марија Лах“ код Кобленца и Нидералтаиху код Минхена, где се богослужења обављају по византијском и западном латинском обреду. По завршетку постдипломских студија вратио се у отаџбину и ставио на располагање цркви. Том приликом Свети архијерејски синод Српске православне цркве га је поставио за суплента Богословије у Призрену. Тамо је радио у току школске 1966/67. и одмах на почетку идуће школске године, 1967/68, по потреби службе премештен за суплента Богословије у манастиру Крки.
У манастиру Крка, где је нашао своје друго огњиште, епископ далматински Стефан, замонашио га је 18. новембра 1967, а сутрадан, 19. новембра, у Босанском Грахову рукополаже у чин јерођакона. У чин јеромонаха рукоположен је 2. марта 1969. године у Кистању.
Поред наставничке дужности и дужности главног васпитача у Богословији, као и редовних манастирских послушања, он је све до избора за епископа успешно руководио школском и манастирском библиотеком. Професорски испит, из Практичне групе богословских предмета, полаже 16. марта 1972. године и недуго потом Свети архијерејски синод га поставља за професора исте Богословије.
Његова делатност, као суплента и професора богословије, није се сводила само на редовну наставу у школи и васпитавање ученика, јер је поље његовог рада у винограду Господњем, било далеко шире и далеко обимније. Тако, одмах по рукоположењу за јеромонаха, видимо га како опслужује Српску православну парохију у Биовичину селу, а затим и манастирску парохију у Кистању.
Свети архијерејски синод именује га за члана Комисије за преузимање сакралних црквених предмета који су за време Другог светског рата однети и од тада се налазили у „Повијесном музеју“ и другим културним установама у Загребу. Поред тога, био је на састанку Комисије Светског савеза цркава за међуцрквену помоћ који је одржан 4. децембра 1967. у Београду. Затим учествује на интернационалним црквеним конференцијама, прво у Водицама код Шибеника, од 3. до 7. септембра 1973. и у Белгији од 19. до 26. јула 1976. године. Поред епископа Стефана присуствовао је јубиларној прослави Римокатоличке цркве која је одржана у Сплиту и Солину септембра 1976.

### Архијереј
Његов предани рад на црквеним управним и дипломатским пословима брзо га уздиже на црквеној хијерархији. Свети архијерејски сабор Српске православне цркве га је 21. маја 1977. изабрао за епископа Српске православне цркве. Посебну пажњу поклања манастиру Лепавини и манастирском братству на челу са архимандритом Гаврилом као епископ лепавински, викар патријарха Германа, а од 1982. као митрополит загребачки.
Од 1982. до 1992. представник је Српске православне цркве у Женеви за међуцрквену помоћ у CEC и WCC (у комисији ЦИЦАРУС) замењивао је обољелог патријарха Германа, по одлуци од 30. јуна 1989. године. Био је члан Светог архијерејског синода у више мандата. Администрирао је Славонском епархијом после смрти владике Емилијана од 1982. до 1985. године. После смрти горњокарловачког епископа Симеона администрирао је епархијом до избора епископа Никанора за епископа горњокарловачког. У патријаршијском предузећу „Доброчинство“ био је на дужности директора. У Пећкој патријаршији 1990. председавао је Светом архијерејском сабору.
Одлуком Светог архијерејског сабора од 20. маја 1992. изабран је за председника Епископског савета Српске православне цркве у Хрватској, па је у том својству потписао Уговор са председником Владе Ивицом Рачаном о односима Српске православне цркве и Владе Републике Хрватске. Другом одлуком Светог архијерејског сабора од 23. маја 1995. године умољен је да привремено у циљу помоћи избеглим архијерејима са ратних подручја преузме духовно старање о верном народу и Српској православној цркви у Хрватској.
Одлуком Светог архијерејског сабора из 1994. године проширена је јурисдикција Епархије загребачко-љубљанске и на Србе у Италији па је он крајем јула исте године у Храму Светог Спиридона Чудотворца у Трсту преузео дужност од епископа средњоевропског Константина. Боравком у Италији преузео је духовно старање у парохијама поред Трста и Рима и у новооснованим парохијама Виченци и Милану. У односима са Римокатоличком црквом био је више пута делегат патријарха Павла и имао прилике више пута да поздрави папу Јована Павла II.
Основао је 2005. године Српску православну општу гимназију у Загребу. На трећи дан Духова 29. маја 2007. прославио је тридесет година своје архијерејске службе. Крајем 2011. године Италија је потпала под канонску јурисдикцију Епархије аустријско-швајцарске.
Митрополит Јован преминуо је 3. априла 2014. године. Сахрањен је 5. априла у крипту саборног, Преображењског храма у Загребу.